# Hielanman’s Umbrella
Hielanman's Umbrella или Highlandman's Umbrella (в переводе с англ. — «зонт горцев») — является известной достопримечательностью в центре Глазго, Шотландия. Так местные жители прозвали железнодорожный мост со стеклянными стенами, на котором находятся платформы центрального вокзала Глазго по Аргайл-стрит. Он построен в викторианском стиле.

## История
Из-за вынужденного переселения людей во время второго этапа Шотландских огораживаний в 19 веке около 30 000 горцев, говорящих на шотландском гаэльском, но не на английском языке, приехали в Глазго в поисках работы. По прибытии в город они были размещены в разных районах Глазго. В основном горцы находили работу в сфере бытовых услуг в таких местах, как Park Circus, или в одной из многих отраслей, где бы они могли работать, например, на речных паромах. В течение многих лет горцы продолжали приезжать в Глазго и поддерживали связь, встречаясь под мостом, главным образом, в выходные дни. Благодаря постоянным встречам горцев под этим железнодорожным мостом из-за суровых погодных условий он стал известен как «Hielanman's Umbrella» или «зонт горцев». Во время встреч они делились новостями и сплетнями с родины, а также обсуждали события в городе.
Эта традиция достигла своего апогея в 1920-х и 1930-х годах и умерла из-за Второй мировой войны и светомаскировки.
В 1927 было осуществлена передача первого телевизионного сигнала между Лондоном и Центральным вокзалом Глазго.
Центральный вокзал Глазго и этот мост ремонтировались несколько раз.

### Настоящее время
В 1998 году компания Railtrack (в 2002 г. компания была переименована в Network Rail) отремонтировала мост в соответствии с остальной частью станции: характерные окна в венецианском стиле перестеклили и повесили золотую надпись «Центральный вокзал». Были также предприняты усилия для улучшения рабочих условий, чтобы мотивировать владельцев магазинов вернуться на работу. Для этого были установлены мощные осветительные и вытяжные вентиляторы. Входы с улицы в Центральный вокзал под мостом также были модернизированы. 
В 2001 году под мостом был добавлен новый вход в быстро растущий ночной клуб The Arches и ресторанный комплекс, что привело к заметному увеличению количества пешеходов.
В 2015 году железнодорожный мост, как часть Центрального вокзала Глазго, выиграл премию Scottish Design Award.
В ноябре 2019 года был объявлен десятилетний план восстановления центра города Глазго, включая план превращения «Hielanman's Umbrella» в светлый и привлекательный вестибюль здания вокзала.

## Упоминания в литературе
Hielanman's Umbrella упоминается в романе Джеки Кей «Трубач» 1998 года: 
Мы флиртовали друг с другом в течение трёх лет. Поцелуй в щёку в конце свидания. Встречи на автобусной остановке Boot's Corner, у снаряда «The Shell» на центральном вокзале, излюбленном месте встречи парочек, под «The Hielanman’s Umbrella», железнодорожным мостом, откуда поезда выезжали на Аргайл-стрит, между Хоуп-стрит и Юнион-стрит. В те времена, когда я ждал Джосса, скрываясь от дождя под этим мостом, я думал о горцах, переселившихся сюда много лет назад с гор и также встречавшихся здесь, восторженно обсуждая новости на гаэльском. Либо мы пойдём выпить, либо пойдём танцевать.Джеки Кей
Описание моста можно найти и в книге Саймона Дженкинса «Britain's 100 Best Railway Stations» (100 лучших железнодорожных станций Великобритании) 2017 года.
Мост подобен огромному киту, который выбросился на берег посреди улицы, если не считать умения Миллера с помощью изящных проработанных арочных окон придать этой тяжеловесной конструкции лёгкость. Благодаря этим окнам можно увидеть внутреннюю часть здания. Они создают впечатление невесомости.Саймон Дженкинс